# 피카요 토모리
올루와피카요미 올루와다밀롤라 "피카요" 토모리(영어: Oluwafikayomi Oluwadamilola "Fikayo" Tomori, 1997년 12월 19일 ~ )는 잉글랜드의 축구 선수로 포지션은 수비수이다. 현재는 이탈리아 세리에 A의 AC 밀란 소속으로 뛰고 있다.
캐나다 캘거리에서 나이지리아계 부모의 아들로 태어났으며 2005년에 첼시 유스에 입단했다. 2016년에 첼시 1군 팀에 이름을 올렸고 2017년부터 2019년까지 브라이턴 & 호브 앨비언, 헐 시티, 더비 카운티에서 임대되었다. 2017년 FIFA U-20 월드컵에서 잉글랜드의 우승을 견인했다.